# Resident Evil 2
Cet article concerne la version originale de Resident Evil 2. Pour le remake sorti en 2019, voir Resident Evil 2 (jeu vidéo, 2019).
Resident Evil 2, sorti au Japon sous le nom Biohazard 2 (バイオハザード２, Baiohazādo Tsū), est un jeu vidéo d'action-aventure de type shooter développé et édité par Capcom en 1998 sur PlayStation. Il est ensuite porté sur PC, Nintendo 64, Dreamcast, GameCube, puis vendu sur la plateforme de téléchargement PlayStation Network.
Deuxième épisode de la série à succès Resident Evil, cette fois-ci, les forces spéciales des STARS cèdent la place à deux héros bien plus modestes : Claire Redfield, simple civile et sœur de Chris Redfield un des personnages du premier opus, ainsi que Leon Scott Kennedy, nouvelle recrue dans la police en route vers Raccoon City pour son premier jour.
Un remake intitulé Resident Evil 2 est sorti en 2019 sur Microsoft Windows, PlayStation 4 et Xbox One.

## Trame

### Préambule
Avant le malheureux mois de juillet 1998, Raccoon City n'était encore qu'une simple petite bourgade du Midwest des États-Unis. La seule chose qui caractérisait cette cité banale était son laboratoire de produits pharmaceutique : Umbrella inc. Mais dans les semaines qui suivirent, d'étranges événements sont survenus aux quatre coins de la ville, notamment dans les environs de la forêt de Raccoon. Certains ont cru voir des créatures mi-homme, mi-bête. Quelques habitants parlent d'une horrible catastrophe qui aurait eu lieu dans les sous-sols de la ville, autrement dit chez Umbrella.
Il existe deux introductions selon le choix du personnage et quatre scénarios sensiblement identiques.

#### Scénario avec Leon
Leon Scott Kennedy, nouvelle recrue dans le R.P.D (Raccoon City Police Department), est en route vers son lieu de travail pour la première fois. À son arrivée dans la ville, il voit une femme à terre apparemment morte. Il s'arrête et examine le corps lorsque soudain des morts-vivant se dirigent vers lui. Leon tente de les arrêter avec son pistolet, mais en vain. Il se dirige alors vers un restaurant afin de leur échapper et y trouve une jeune femme, Claire Redfield, traquée par un zombie. Il la sauve en le tuant d'une balle dans la tête. Ils montent ensuite dans une voiture de police afin d'atteindre le commissariat de Raccoon City. En route, un zombie surgit de l'arrière du véhicule ; Leon tente de le repousser mais perd le contrôle de la voiture qui finit sa course dans un panneau de signalisation. Reprenant à peine leurs esprits, ils aperçoivent un camion-citerne en train de leur foncer dessus. Le conducteur, mordu récemment par un zombie, s'est transformé pendant qu'il conduisait. Les deux héros n'ont que le temps de sauter chacun de leur côté avant que le camion ne vienne s'encastrer dans leur voiture. Séparé de Claire par un énorme feu, Leon lui crie de se diriger vers le commissariat pour qu'ils s'y rejoignent.

### Personnages
Resident Evil 2 met en scène deux nouveaux protagonistes : Leon S. Kennedy et Claire Redfield.
Leon est une nouvelle recrue des forces de police. Il arrive à Raccoon City pour y effectuer son premier jour de travail. Claire est une simple civile. Elle arrive à Raccoon City avec un but précis, retrouver son frère dont elle n'a plus de nouvelles. Son frère n'est autre que Chris Redfield, l'un des survivants des événements survenus dans le manoir situé à quelques kilomètres de la ville. Elle croisera Leon au début et ils finiront par être séparés lors d'un accident.
Par ailleurs, une famille est mise en avant : la famille Birkin. William Birkin et sa femme Annette sont les concepteurs du Virus G. William s'inoculera son propre virus pour échapper à une mort certaine. Sa fille Sherry Birkin, âgée de douze ans, sauvée mais désemparée, se retrouve seule, sans le savoir, avec l'unique échantillon restant du Virus G et elle ne peut pas attaquer.
Le jeu met en scène d'autres personnages tels qu'Ada Wong, une jeune femme que rencontrera Leon lors de son périple. Il y a aussi l'apparition de la branche armée USS (Umbrella Security Service) dont un certain Hunk fait partie. L'USS est une unité d'infiltration, de protection et d'extraction. Leur mission est de récupérer un échantillon du Virus G.

### Bestiaire

Le logo du jeu en Amérique du Nord.

L'ennemi de base du jeu, le zombie, est forcément très présent. Il est très lent, ne réfléchit pas, son seul et unique but étant de dévorer des survivants. En plus de ces mort-vivants, il est possible de croiser des Cerbères ; comme dans le premier opus, ce sont des chiens infectés par le Virus-T. Les imposantes araignées et les corbeaux sont aussi de retour.
De nouveaux ennemis apparaissent : les Lickers (littéralement « lécheur » en français surnommés dans ce jeu « écorchés ») sont des zombies ayant muté. Leur apparence n'a plus rien d'humaine ; ils sont aveugles, réagissent au son, rampent sur les murs à quatre pattes et utilisent leur langue comme fouet. Ils ressemblent fortement aux Hunters de l'opus précédent. Les Plantes 43 sont des plantes bipèdes ayant une taille humaine et crachant de l'acide. Un papillon géant dans la salle d'ordinateur d’accès. Un alligator géant et des cafards géants dans les égouts.
Les boss sont des créatures plus puissantes et impressionnantes que les ennemis communs. Certains sont polymorphes et il est nécessaire de battre chacune des évolutions du monstre les unes après les autres. Ainsi, selon le scénario, le joueur rencontrera William Birkin infecté par le Virus G et Mister X (ou Tyran modèle 103), une arme bio-organique obéissant à Umbrella, souvent comparé à un Terminator. Il doit retrouver l'échantillon de Virus G que Sherry a sur elle, sans oublier la créature G dans le scénario A.

## Système de jeu

### Généralités
| 1 : Se déplacer 3 : Pause 5 : Courir 7 : Écran de statut 8b : Consulter carte |  | 2 : Menu des cartes 4 : Action/Attaquer 6 : Annuler 8a : Changer la cible 9a / 9b : Dégainer arme |

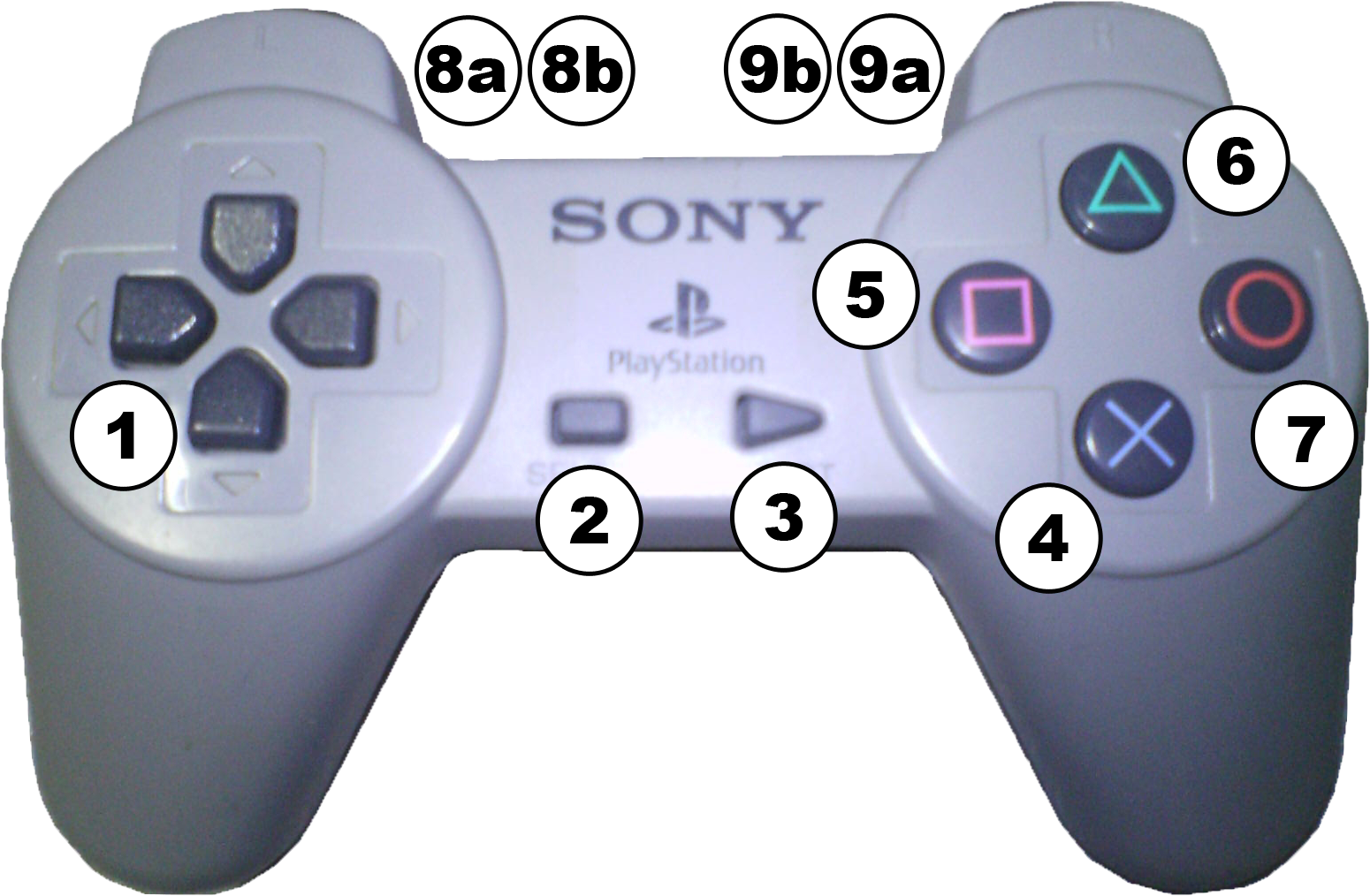
Voici les différentes fonctions liées aux boutons :

Le commissariat de police, le R.P.D, ressemblant à un ancien hôtel de ville réaménagé, est le point d'ancrage du jeu. Servant de lieu sécurisé dans un premier temps, le joueur doit en découvrir les secrets afin de comprendre ce qui se passe dans cet univers chaotique. Le joueur est contraint de résoudre des énigmes et il doit survivre aux monstres qu'il croise, l'intérêt du jeu résidant dans le fait que les munitions sont rares (selon le degré de difficulté).
Le système de jeu est identique à celui de Resident Evil agrémenté de quelques nouveautés.
La grande nouveauté de cette opus est le « Zapping System ». Il existe quatre scénarios possibles : le jeu tenant sur deux CD, chacun donnant accès à un personnage jouable dès le début avec un scénario A. Chaque personnage correspond à deux scénarios, un scénario A et un scénario B. Si le joueur, par exemple, commence une première fois le jeu avec Leon, il aura la possibilité à la fin de recommencer avec Claire dans son scénario B qui prendra en compte le premier cheminement vu avec Leon, et inversement si le joueur commence avec Claire. Les développeurs se seraient en partie inspirés par le film Retour vers le futur II où l'on a plusieurs points de vue de la même histoire par le biais du voyage dans le temps.
Le joueur a le choix entre deux types de contrôles habituels dans la série. Dans le premier cas, il faut appuyer sur gauche/droite pour faire pivoter le personnage, et haut/bas pour avancer et reculer, cela quel que soit le plan fixe auquel le joueur peut faire face. Le second type de contrôle permet au personnage d'aller dans la même direction que la croix directionnelle, ce qui signifie une adaptation constante au plan tridimensionnel proposé par le jeu[réf. nécessaire].
Le personnage peut également courir, se débattre, se déplacer sur plusieurs niveaux. Cependant, si le personnage est blessé, il boitera et devient ainsi plus vulnérable. Mikami, le concepteur et producteur du jeu, explique que le but est d'accentuer le stress face à un ennemi rapide. Les déplacements se font sur des décors fixes (caméra fixe), et les changements de pièces marquent une transition durant laquelle une scène montre l'ouverture de porte.
Le changement de l'armement et l'utilisation d'objets se font via le menu. Le personnage peut emporter avec lui jusqu'à dix objets maximum (selon l'obtention du sac ou non) parmi lesquels des armes et un nécessaire de soins. Il est possible d'utiliser des coffres pour stocker l'équipement que le joueur ne peut garder sur lui. Parmi les objets récurrents de la série figurent toujours les herbes soignantes qui, combinées entre elles, peuvent décupler leurs effets, ou le spray qui restaure toute la barre de vie.
La sauvegarde s'effectue grâce à des rubans encreurs sur des machines à écrire (souvent dans la même pièce que les coffres). Les rubans encreurs étant en quantité limitée.

### The4thSurvivor
Si l'on termine les deux scénarios avec un rang A, alors se débloque le mini-jeu « The 4th Survivor » (littéralement « le 4e survivant »).
Le joueur incarne Hunk, un agent de l'USS rescapé qui a obtenu un échantillon du Virus G. Il faut effectuer un parcours en éliminant ou en esquivant toutes les menaces qui se dressent sur son chemin, Hunk étant limité en munitions, jusqu'au toit de l'immeuble de police pour qu'un hélicoptère puisse le récupérer. Ce mini-jeu fait partie intégrante du scénario de Resident Evil 2, ce qui n'est habituellement pas le cas pour les autres mini-jeux de la série. Le défi est chronométré et le fait d'utiliser des soins ou non influe sur le rang obtenu à la fin.
Il existe aussi une variante humoristique de ce mini-jeu appelée « The To-Fu Survivor » qui met en scène un morceau de Tofu, un aliment chinois, à la place de Hunk.

### Extreme Battle
Dans les versions Dual Shock (PlayStation), Dreamcast, GameCube et Windows, un mode « Extreme Battle » vient s'ajouter aux autres modes bonus. Il faut au préalable finir les deux scénarios avec un rang A.
Le mode prend place au début dans le laboratoire secret ; le joueur doit récupérer quatre bombes afin de les utiliser dans le train. Trois niveaux de difficulté sont disponibles (1, 2 et 3).
Il est possible de contrôler Leon, Claire voire Ada ou Chris Redfield. Chaque personnage possède un équipement différent hormis le ruban encreur :
- Leon : un pistolet H&K VP70, un fusil à pompe Remington M1100-P, un pistolet Desert Eagle 50A.E, une herbe bleue, un spray désinfectant.
- Claire : un lance-grenades M79, des cartouches incendies et acides, une herbe bleue, un spray.
- Ada : un revolver Colt S.A.A, une mitraillette MAC11, un fusil arbalète et un mélange d'herbe.
- Chris : un pistolet Beretta M92ES, un fusil à pompe Remington M1100, un lance-roquettes et un spray.

## Développement

Logo de la société (fictive) pharmaceutique Umbrella.

À l'origine, le jeu devait avoir un aspect différent : la progression devait être totalement différente ainsi que les décors. Léon ne devait pas être accompagné par Claire, mais par un autre personnage féminin du nom d'Elza Walker. Cette version était si bien avancée (le jeu était finalisé à 65 %) que les fans de Resident Evil considèrent cette version comme un jeu à part entière, d'où le fait qu'on lui ait donné un nom propre : Resident Evil 1.5. Aujourd'hui encore, beaucoup de fans réclament que Capcom publie le jeu en bonus d'un jeu de la série à paraître.
Principaux membres de l'équipe de développement
- Hideki Kamiya : réalisateur
- Shinji Mikami : producteur, concepteur
- Yoshiki Okamoto : superviseur (Flagship)
- Noboru Sugimura : scénariste
- Masami Ueda : composition musicale
- Hiroshi Sasaki : cinématiques (Imagica)

### Première version
Le développement de Resident Evil 2 a commencé un mois après la fin du développement de son prédécesseur, début 1996 et les premières images sont présentées au V Jump Festival de juillet 96. Cette première version, plus tard surnommée Resident Evil 1.5 par le producteur Shinji Mikami, diffère radicalement de la version finale par son scénario, sa présentation et son gameplay,. La trame suit le même schéma que Resident Evil 2, c'est-à-dire une invasion de zombies à Raccoon City deux mois après les événements du premier jeu. Umbrella avait déjà été fermée à la suite de leurs expériences illégales. L'équipe de développement a cherché à maintenir le niveau de peur du jeu original et a donc introduit deux nouveaux personnages qui n'ont pas connu de situation terrifiante : Leon S. Kennedy, en grande partie identique au personnage du jeu final, et Elza Walker, une grande fan de moto qui a été acceptée dans l'université de Raccoon pour ses études,. Contrairement à la version finale, les chemins de Leon et Elza ne se croisent pas et les deux personnages ont deux partenaires, au lieu d'un seul. Leon est aidé par un collègue policier, Marvin Branagh, et un chercheur du nom de Linda – une première version de Ada –, alors qu'Elza est aidée par Sherry Birkin et un certain John, ultérieurement incorporé dans Resident Evil 2 en tant que propriétaire de la boutique d'armes à feu, Robert Kendo.

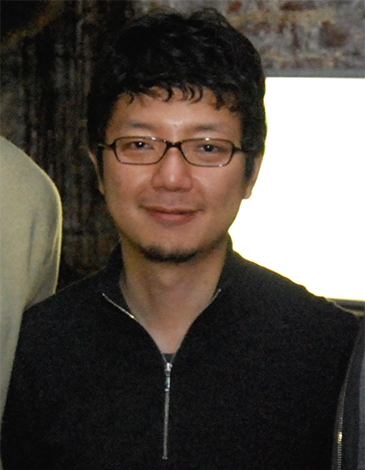
Jun Takeuchi est game designer dans Resident Evil 2. Plus tard, il deviendra producteur de Resident Evil 5.

Isao Ohishi et Ryoji Shimogama ont imaginé le design des personnages en s'inspirant de la réalité. Par exemple, Ohishi base Annette Birkin sur l'actrice Jodie Foster. Le commissariat de police au début du jeu avait un design moderne et réaliste ; il était plus petit que le bâtiment de la version finale,. Il y avait aussi plus de rencontres avec des policiers survivants, comme un officier supérieur de Leon appelé Roy,,. Le nombre de polygones utilisés pour les ennemis était beaucoup moins important que dans la version finale. Cela permettait une abondance de zombies à l'écran en même temps, une méthode courante pour invoquer la peur chez le joueur tout au long de Resident Evil 1.5,. Enfin, RE 1.5 utilise des musiques dynamiques, et les décors pré-calculés sont altérés en fonction des événements. Les personnages peuvent également être munis d'équipements supplémentaires, tels que des vêtements de protection pour améliorer leur défense et leur permettre de porter plus d'articles,. Les costumes et les blessures sont visibles directement sur les modèles polygonaux des personnages,.

### Reconception
Le développement est mené par 40 à 50 personnes. Hideki Kamiya dirige l'équipe qui est composée à moitié par du personnel ayant participé au développement du premier Resident Evil,,. Au tout début du développement, le producteur Shinji Mikami est souvent en désaccord avec Kamiya et tente d'insuffler ses idées à l'équipe. Finalement, il se restreint à son rôle de superviseur et demande à voir l'état d'avancement une fois par mois.
Mikami pensait que les différents aspects du jeu étaient bons séparément, mais que le tout n'était pas satisfaisant,. Il s'attendait à ce que ces aspects fusionnent dans les trois mois avant la date de sortie prévue, en mai 1997. Mais peu avant mai, Resident Evil 1.5 est totalement abandonné à un stade de développement d'environ 65 %,. En effet, l'histoire de RE 1.5, prévue comme une fin à la série, est désapprouvée par le superviseur Yoshiki Okamoto justement parce qu'elle ne permettait pas de faire de suites. Mikami avouera plus tard que le jeu n'aurait pas atteint la qualité souhaitée dans le temps imparti ; il désapprouvait le système de jeu et les environnements lui semblaient « ternes et ennuyeux ».
Okamoto propose la création d'un univers de fiction pour en faire une franchise. Alors que l'équipe n'avance plus sur le scénario, Okamoto introduit un scénariste professionnel, Noburu Sugimura, qui aime l'histoire du premier opus. Au début, il n'était que simple consultant. Sugimura suggère de remplacer Elza Walker par Claire Redfield afin de créer un lien avec l'intrigue du premier opus. Okamoto est impressionné par la facilité avec laquelle l'écrivain trouve des solutions aux problèmes qui minent le script. C'est ainsi qu'il lui a alors demandé de prendre en charge tout le scénario de Resident Evil 2.

Afin de poursuivre l'objectif commercial de deux millions d'exemplaires imposé par Capcom, Hideki Kamiya tente une approche plus ostentatoire et hollywoodienne du scénario. Okamoto ne veut pas lutter de front contre la direction : Sugimura, Mikami et l'équipe de développement s'arrangent pour intégrer les modifications souhaitées. Les programmeurs et autres membres restant partent travailler sur Resident Evil: Director's Cut, une version améliorée du premier opus. Elle sera distribuée avec une démo jouable de Resident Evil 2 dans le but de promouvoir la suite et de s'excuser auprès des joueurs pour sa sortie tardive.
Concernant la mutation de Resident Evil 1.5 à Resident Evil 2
- Le nombre maximum de zombies affichés à l'écran a été limité à sept, ceci permettant d'avoir des modèles plus détaillés, avec plus de polygones, pour les personnages principaux[10]. Les blessures ne sont plus visibles sur les personnages mais ceux-ci se mettent à boiter quand ils sont blessés[12] ;
- Seuls quelques décors de RE 1.5 ont pu être recyclés ; par exemple dans la version finale, les environnements principaux de l'histoire sont devenus plus extravagants et artistiques ; ils se basent sur des photographies d'intérieur de bâtiment au style occidental que l'on peut trouver au Japon[7]. Ces environnements sont réalisés grâce à un logiciel appelé 02 ; chaque décor prend deux à trois semaines pour être rendu[10] ;
- Les doublages ont été enregistrés par des Canadiens avant même que les cinématiques ne soient terminées. Par la suite, ces cinématiques ont été filmées en stop motion au moyen de figurines articulées, retouchées ensuite par infographie[24]. Le modèle d'Ada n'a pas pu être terminé à temps ; ainsi, c'est le seul personnage principal à ne pas apparaître dans les cinématiques[13].

Plusieurs changements ont été faits entre les différentes versions régionales de Resident Evil 2. Par exemple, la version nord-américaine affiche des écrans de Game over plus violents, qui ont été remplacés dans la version japonaise. Cette version est aussi plus difficile que la version japonaise pour décourager la location qui aurait diminué les ventes aux États-Unis.

### Version Nintendo 64
Toujours édité par Capcom mais développée par Angel Studios, ce portage de Resident Evil 2 arrive sur la Nintendo 64 en 1999 et reprend trait pour trait la version sur la console de Sony. Grâce à un procédé de compression d'environ 20 pour 1, les développeurs ont réussi à faire rentrer toutes les données du jeu dans une cartouche de 64 Mo (512 Megabits). Le jeu est compatible avec l'Expansion Pak pour des graphismes plus fins et précis que sur PlayStation, atteignant la résolution de 640×480.

## Bande son
La bande son a été composée par Masami Ueda, Shusaku Uchiyama et Shun Nishigaki.
Les compositions cherchent à évoquer le désespoir. En tant que compositeur principal, Ueda s'occupe des motifs, tandis qu'Uchiyama s'occupe des musiques d'ambiance pour les scènes d'enquête et les scènes cinématique. Le thème principal, un motif de trois notes, est utilisé à plusieurs reprises au long de l'histoire ; il apparaît dans les pistes « Prologue », « Raccoon City »  et « The Third Malformation of G ». L'ambiance musicale tient de la musique d'horreur et de l'indus ; elle représente les différents environnements du jeu. Par exemple, les rues de Raccoon City sont marquées par des percussions au style rigide et militaire, tandis que le poste de police est habité par un piano sinistre. Les événements importants de l'histoire sont soutenus par un orchestre et des compositions « cinématographique » – un mouvement qui a été inspiré par les blockbusters.
Deux albums sont sortis respectivement en janvier et en août 1998. Le premier, Biohazard 2 Original Soundtrack est la version principale et comprend la plupart des compositions importantes,. Le second, Biohazard 2 Complete Track, inclut des thèmes moins fréquents, des compositions orchestrales ; le deuxième CD contient des effets sonores, les voix des personnages, ainsi qu'une entrevue avec les ingénieurs du son.
Biohazard 2 Original Soundtrack est distribué en Europe sous le titre Resident Evil 2 Original Soundtrack. Dans la version nord-américaine, le thème d'ouverture « The Beginning of Story » est divisé en quatre pistes.
Bio Hazard Orchestra contient cinq morceaux orchestraux enregistrés en live lors d'un concert du Nouvel orchestre philharmonique du Japon.
Biohazard 2 Remix: Métamorphoses contient des remixes créés par Shun Nishizawa.

## Accueil

### Critiques
Rick Sanchez, de IGN, pense que l'atmosphère du jeu est « une tuerie », et que « [les] graphismes, les effets sonores, la musique et le level design concourent à créer une ambiance sinistre et macabre ».
Ryan Mac Donald, de GameSpot, partage cet avis, compare le jeu à un pur produit Hollywoodien. Pour lui, il s'agit « plus d'une cinématique interactive que d'un jeu vidéo ». Selon Paul Mallinson, de Computer and Video Games, les points forts du jeu sont l'atmosphère, le scénario et la mise en scène cinématographique ; même si la trame est un peu tirée par les cheveux, il note qu'il est « impressionné par la qualité du script et le réalisme de l'histoire ». Mike Weigand, de GamePro, définit le récit comme « captivant et dramatique », et les dialogues « bien écrits ». Sanchez, Brian Davis, de GameSpy, et Martin Taylor, de Eurogamer, font l'éloge du « Zapping System » qui offre un autre point de vue à l'histoire et augmente la rejouabilité. Marcus souligne également que la possibilité de vivre le jeu par deux personnages différents en est un des points forts. Mac Donald pense que l'interaction entre les deux trames scénaristiques est un concept intéressant mais sous-exploité.
Resident Evil 2 est acclamé pour ses graphismes que plusieurs critiques trouvent très supérieurs à ceux du premier opus. Sanchez et Weigand pensent que les décors pré-calculés sont un bond en avant, grâce à leurs détails et à l'interactivité. Mac Donald admire l'animation des personnages qui atteint « le réalisme pur », et apprécie l'utilisation de langage du corps comme un moyen d'exprimer l'état de santé des protagonistes. Marcus note aussi le boitement des personnages blessés comme un point positif du jeu. 
Shawn Sackenheim, de AllGame, décerne aux graphismes la plus haute note possible, car il trouve que les décors sont « parfaits », les cinématiques sont « des chefs-d'œuvre », et l'animation est « fluide et angoissante ».
Concernant la bande son et les effets sonores, ils sont bien accueillis par la critique. Pour Weigand, c'est un « excellent agrément pour les visuels ». Pour Sanchez, Resident Evil 2 « est, au moment de sa sortie, probablement le meilleur jeu console sur ce point ». Sackenheima pense que la musique et les effets sonores sont parfaits, et que la bande son est « admirablement composée ». Mac Donald compare les effets audio à ceux utilisés dans les films d'horreur.
Le point négatif le plus relevé concerne l'inventaire. L'inventaire étant limité, le joueur est obligé de revenir chercher des objets dans sa malle. Mac Donald trouve que le système n'est pas réaliste car les différentes malles sont inter-connectées entre elles « comme par magie » ; de plus, tous les objets prennent une case, qu'ils soient petits ou gros (une touffe d'herbe prend autant de place qu'une arme). Mallinson et Mac Donald n'aiment pas certaines énigmes, qui n'ont pas leur place dans un commissariat de police. Pour Sanchez, les énigmes sont plus rythmées que dans le premier opus, mais aussi moins intéressantes et trop faciles pour un joueur expérimenté. Marcus le rejoint sur ce point en regrettant le côté action au profit de l"exploration ou des énigmes. Sackenheim remarque la brièveté du jeu, et le fait que les scénarios individuels ne sont pas suffisamment différents pour retenir l'intérêt des joueurs occasionnels jusqu'à la fin du jeu. Il trouve aussi que le contrôleur est « facile à prendre en main », tandis que Sanchez trouve difficile de viser avec une arme. Certaines critiques décrivent le doublage comme étant « inauthentique », « mélodramatique » ou « affreux ».

### Récompenses
Le jeu est élu 4e meilleur jeu de la PS1 par Famitsu. Electronic Gaming Monthly, IGN, Game Informer et Official UK PlayStation Magazine incluent Resident Evil 2 dans leurs listes des 100 meilleurs jeux vidéo, se plaçant à la 62e, 58e, 34e et 6e place, respectivement. En 2011, GameTrailers l'a classé 4e sur la liste des jeux dont le remake est le plus souhaité.

### Ventes
Au Japon, le titre s'est vendu à 2,15 millions d'exemplaires sur PlayStation, il est le jeu vidéo le plus vendu de l'année 1998 et 6e meilleur vente du pays toutes années confondues. D'après les chiffres de ventes par titre individuel de Capcom, Resident Evil 2 se serait écoulé à 4,96 millions de copies, ce chiffre le plaçant 14e meilleure vente historique de la console PS1. Le portage sur Nintendo 64 s'est vendu à 550 000 copies dans le monde. Le portage sur GameCube s'est vendu à 9 500 exemplaires sur l'archipel japonais.

## Héritage
Le 27 août 2008, des rumeurs font état d'un remake possible pour Wii, sur le même modèle que le remake du premier opus sur GameCube. Selon les rumeurs, les parties du jeu emploieront le même point de vue que Resident Evil 4, avec de nouveaux éléments d'histoire et de nouvelles créatures (comme Lisa Trevor dans Resident Evil Rebirth). Le 13 novembre 2008, pendant une entrevue avec Jun Takeuchi sur Eurogamer, Takeuchi a parlé qu'après Resident Evil 5, il voudrait refaire Resident Evil 2 : 

« Vous savez, je pense qu'il y a une forte demande pour ça. C'est certainement quelque chose qu'on aimerait considérer, mais franchement nous sommes très occupés avec Resident Evil 5 en ce moment. On essaie de finaliser notre projet, on verra ensuite. »

. Finalement, les événements de Resident Evil 2 sont repris, non pas dans un épisode « classique », mais dans un opus qui est la suite de Resident Evil: The Umbrella Chronicles, et qui est intitulé Resident Evil: The Darkside Chronicles. Le jeu est en vente depuis le mois de novembre 2009.
Le 12 août 2015, Capcom annonce officiellement qu'un remake du jeu est en développement. Après 3 ans sans nouvelles, Capcom annonce le remake de Resident Evil 2 le 12 juin 2018 lors de l'E3. Le jeu est sorti le 25 janvier 2019 sur Microsoft Windows, PlayStation 4 et Xbox One.